# Епархия Йокадума
Епархия Йокадума (лат. Dioecesis Yokadumana) — епархия Римско-Католической церкви с центром в городе Йокадума, Камерун. Епархия Йокадума входит в митрополию Бертуа.

## История
20 мая 1991 года Римский папа Иоанн Павел II издал буллу «Quod Venerabiles», которой учредил епархию Йокадума, выделив её из епархии Бертуа. 

## Ординарии епархии
- епископ Эугениуш Юречко (пол. Eugeniusz Jureczko) OMI (1991—2017, ум. 2018)
- епископ Поль Лонциэ-Кеуне (фр. Paul Lontsié-Keuné) (c 2017)

## Источник
- Annuario Pontificio, Ватикан, 2007
- Булла Quod Venerabiles  (лат.)